# برنارد رودريغوس
برنارد رودريغوس (بالإنجليزية: Bernard Rodrigues)‏ هو سياسي سنغافوري، ولد في 15 مارس 1933، وتوفي في 17 أغسطس 2015 في أستراليا. حزبياً، نشط في حزب العمل الشعبي.